# درونی مائیره
درونی مائیره (به انگلیسی: Daruni Maira) یک منطقهٔ مسکونی در پاکستان است که در خیبر پختونخوا واقع شده‌است. درونی مائیره ۷۵۹ متر بالاتر از سطح دریا واقع شده‌است.